# 湘夫人

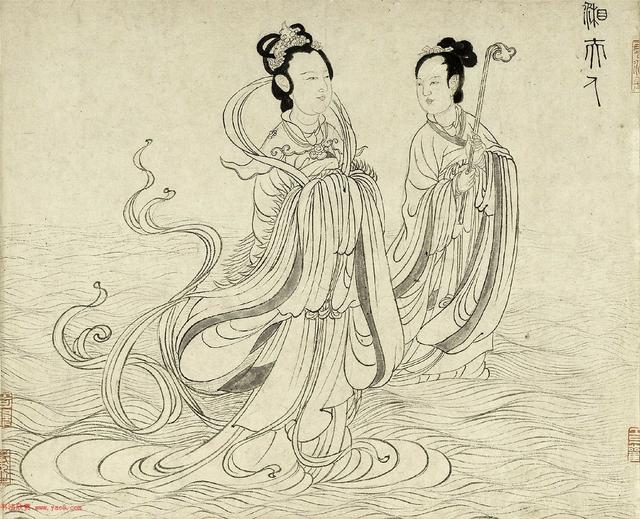
湘夫人（張渥九歌図）

湘夫人（しょうふじん）は、中国楚地の湘江流域で信仰された水神で、『楚辞』九歌に描かれる女神。湘君の配偶神とされ、その哀怨な神性は古代楚の祭祀文化と貴族文学の融合を体現する存在として知られる。帝舜の妃娥皇・女英と習合される説が広く流布している。

## 典拠文献
- 『楚辞』九歌「湘夫人」篇：「帝子降兮北渚」で始まる巫女の降神歌舞詞。待ち人との邂逅と別離を水辺の情景で象徴化[1]
- 唐代司馬貞『史記索隠』：「夫人は堯の二女なり」と帝舜伝説との関連を指摘[2]
- 清代戴震『屈原賦注』：湘夫人を湘水女神として独立神格化[3]

## 神格特性
- 司掌領域：湘江流域の農耕豊穣・治水安寧
- 表象物：荷屋（「芷葺兮荷屋」）、杜若（香草）
- 文学的モチーフ：待ちわびる女性像（「目眇眇兮愁予」）
- 祭祀遺跡：汨羅江畔の湘妃祠（湖南省岳陽市）

## 神話的変容

### 古代伝承
- 『列女伝』（前漢）：娥皇・女英が湘水で殉死し「湘妃」となる説話形成
- 『博物志』（晋）：湘夫人の涙が竹に斑点を生む「斑竹伝説」の定着

### 中世解釈
- 宋代朱熹『楚辞集注』：湘夫人を「湘君の配」と位置付け神婚説を展開[4]
- 明代汪瑗『楚辞集解』：湘夫人を湘水の精霊とする自然神解釈

### 近代研究
- 赤塚忠『楚辞研究』（1986）：水辺の祭祀と生殖儀礼の関連を分析

## 芸術表現
- 絵画：仇英『湘夫人図』（明）、傅抱石『湘夫人』（1954）
- 彫刻：長沙馬王堆漢墓出土の帛画に水神像
- 戯曲：崑曲『湘妃怨』（清初）の悲劇的ヒロイン